# Zeugma (métrica)
Un zeugma (del griego ζεῦγμα ‘unión, puente hecho de barcos’) o puente en métrica grecolatina es una regla por la que se evita que coincida un fin de palabra con un lugar determinado del verso, para evitar que se produzca una pausa. Se denominan los distintos zeugmas con el nombre del estudioso que lo identificó por primera vez.

## Poesía griega

### Épica
Zeugmas que se observan en el hexámetro dactílico de Homero y los poetas épicos posteriores. 
- Zeugma de Hermann: se evita fin de palabra entre las dos sílabas breves del cuarto dáctilo.[1] Nombrado así por su descubridor Gottfried Hermann (1772-1848), quien lo describió en 1805.[2]
- Zeugma de Hilberg: se evita final de palabra tras el segundo metro espondeo. Nombrado así por su descubridor Isidor Hilberg (1852-1919).
- Zeugma de Naeke: se evita final de palabra tras el cuarto metro espondeo. Nombrado así por su descubridor August Ferdinand Naeke (1788-1838).

### Tragedia
- Zeugma de Porson: En tragedia cuando un trímetro acaba con una palabra que forma un pie crético (— U —), normalmente va precedida por una sílaba breve o por un monosílabo. Nombrado así por su descubridor Richard Porson (1759-1808).